# The Four Tops
Formado em 1954 por Levi Stubbs, Lawrence Payton, Renaldo Benson e Abdul "Duke" Fakir nascidos e criados em Detroit, Michigan, Estados Unidos, "The Four Tops" foi o único grupo da época de ouro da gravadora Motown a permanecer na ativa e com sucesso.
É o único quarteto vocal a permanecer unido com a mesma formação por 40 anos. The Four Tops foi uma das poucas Bandas americanas a ficar em 1.ºlugar nas paradas nos anos 60, por causa do grande sucesso da banda inglesa The Beatles.

## História
Stubbs nasceu em 1936 em Detroit e estudou no Pershing High School, onde ele começou a cantar com Fakir. Eles conheceram Payton e Benson quando cantavam na festa de aniversário de um amigo em comum, e então decidiram formar o grupo.
Os Four Tops começaram a cantar juntos em 1953 sob o nome de Four Aims e assinaram um contrato com a Chess Records. Mais tarde, mudaram o nome para Four Tops para evitarem ser confundidos com os Ames Brothers.
Também gravaram para outros selos, como Red Top, Riverside e Columbia Records e fizeram turnês tocando em clubes noturnos.

## Hits
Os Four Tops foram contratados pela Motown Records em 1963 e produziram 20 hits que chegaram ao Top 40 da Billboard ao longo de 10 anos, marcando a história da música ao lado de outros artistas na Motown de Berry Gordy.
Seu primeiro single foi "Baby, I Need Your Loving" (1964), que iniciou uma série de grandes hits compostos pelo time de Brian Holland, Lamond Dozier e Eddie Holland até 1967.
Entre 1964 e 1967 eles tiveram seus maiores hits, com o apoio do time de compositors e produtores formado por Brian Holland, Lamont Dozier e Eddie Holland. Tanto “I can’t help myself” (1965) quanto “Reach out” (1966) chegaram ao primeiro lugar das paradas.
Outros sucessos incluem “Shake Me, Wake Me" (1966), "Bernadette" e "Standing in the Shadows of Love" (ambos de 1967),"I Can't Help Myself" (1965), "It's The Same Old Song" (1965),"Standing in the Shadows of Love" (1966), "Bernadette" (1967), e aquele que talvez seja seu maior sucesso: "Reach Out I'll Be There" (1966).
Eles continuaram realizando turnês durante as décadas seguintes, e em 1988 voltaram às paradas com “Indestructible”, pela Arista Records. Em 1986, Stubbs dublou a voz de Audrey II, a planta devoradora de gente do filme “Pequena Loja de Horrores”. 
Em 1982, o álbum "One More Mountain" marcou o vigésimo oitavo aniversário do grupo.

## Hall of Fame
O grupo entrou para o Rock and Roll Hall of Fame em 1990, e tem uma estrela na Calçada da Fama em Hollywood. 
“Eles são quatro das maiores pessoas que eu já conheci. Eles já eram profissionais mesmo antes de entrarem para a Motown”, disse o presidente do selo, Berry Gordy, quando a estrela do grupo foi inaugurada na Calçada da Fama. 

## Mortes
O primeiro óbito dos Four Tops foi em 1997, com a morte Lawrence Payton devido a um câncer no fígado. Renaldo “Obie” Benson morreu devido a um câncer de pulmão em 2005 e Levi Stubbs morreu em 17/10/08.Só um membro da formação original dos Four Tops permanece vivo: Abdul “Duke” Fakir.